# Eutrypanus tessellatus
Eutrypanus tessellatus là một loài bọ cánh cứng trong họ Cerambycidae.